# Junior Malanda
Bernard Malanda-Adje, mais conhecido por Junior Malanda (Bruxelas, 28 de agosto de 1994 – Porta Westfalica, 10 de janeiro de 2015) foi um futebolista belga.

## Carreira
Junior Malanda foi revelado pelo Lille, em 2011, e chegou ao Wolfsburg em 2013 depois de passar pelo Zulte Waregem, de seu país natal.
Apontado como uma revelação do futebol belga., desde 2009, com a sub-15, participava das seleções de base do seu país.
Começou a jogar futebol aos seus anos com o VK Sint-Agatha-Berchem e com o FC Ganshoren. Em 2003 o Crystal Palace FC da liga inglesa mostrou-se interessado no seu talento, e contratou-o por um ano. Posteriormente recebeu formação no FC Molenbeek Brussels Strombeek, RSC Anderlecht e Lille OSC, até que este último, em 2011, o subiu à segunda equipa do clube, com a qual jogou até 2012. Quando terminou a temporada viajou para a Bélgica para assinar contrato com o Zulte Waregem da Primeira Divisão da Bélgica. 
Em 2013 assinou pelo VfL Wolfsburg da Bundesliga, mas o clube alemão cedeu Malanda por empréstimo ao anterior clube belga por um ano. Chegou a disputar a qualificatória da UEFA Champions League, e posteriormente a UEFA Europa League da temporada 2013/2014. Finalmente voltou ao VfL Wolfsburg, último clube em que jogou.
Morreu num trágico acidente de carro em Janeiro de 2015, com apenas 20 anos de idade.